# 독일 연방 헌법

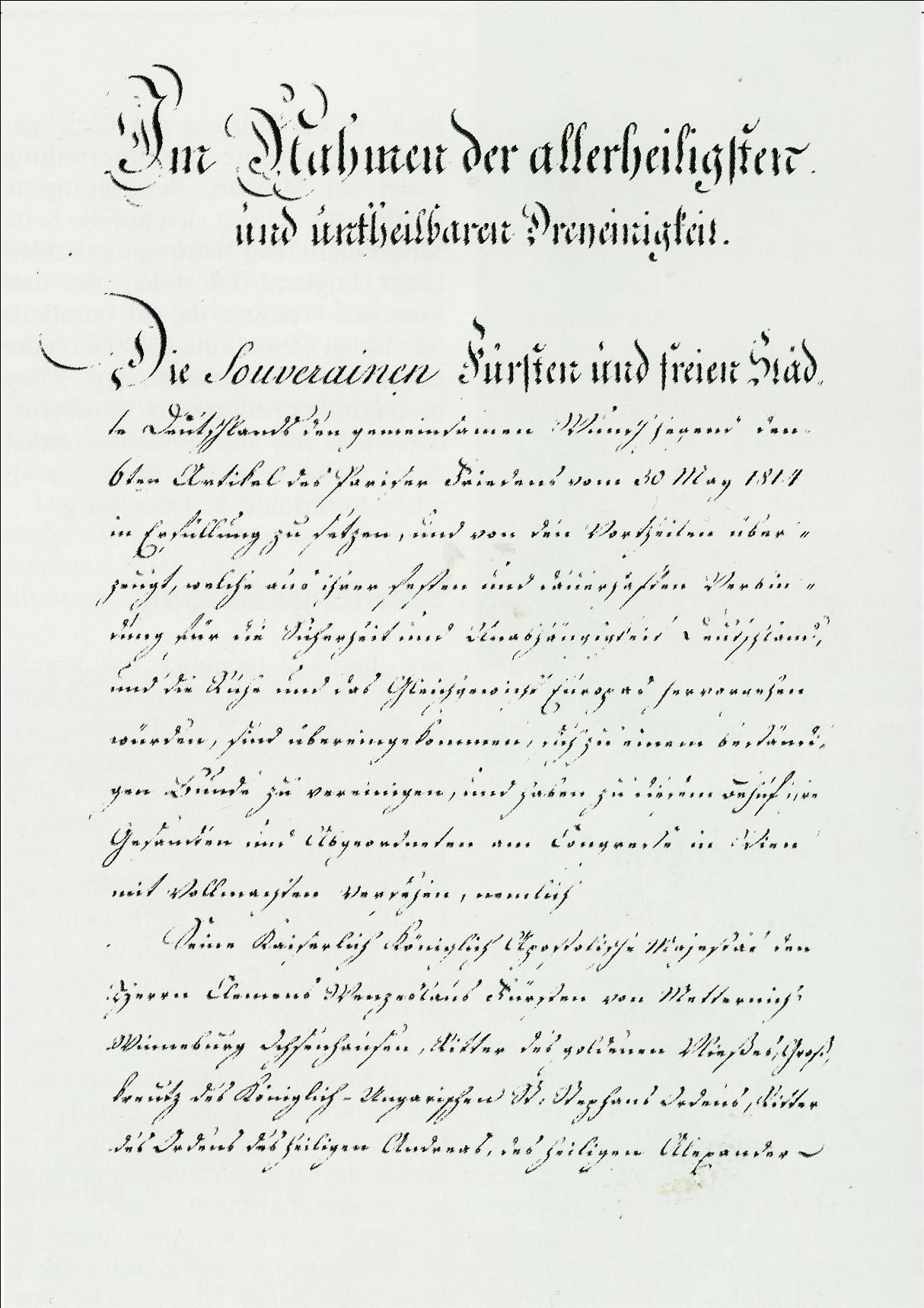
독일 연방 헌법의 첫 페이지

독일 연방 헌법 또는 독일 연방법(독일어: Deutsche Bundesakte)은 빈 회의의 최종 의정서에 명시된 독일 연방의 헌법이다. 옛 신성 로마 제국의 360개 구성국 가운데 오스트리아 황제가 이끄는 39개 구성국 국가 연합을 창설했다. 최초의 헌법은 1815년 6월 8일에 발효되었다.
전문에는 헌법의 목적이 "영구 연방"으로 통합된 "독일의 안전과 독립"이라고 명시되어 있다. 각 구성국은 공격을 받을 경우 다른 모든 구성국과 독일 전체를 보호하겠다고 약속했다. 또한 모든 구성국에서는 자체 헌법을 채택해야 했다. 1815년 헌법은 초기 틀에 불과했기 때문에 1820년 6월 8일부터 확대되었다. 최종 형태에서 헌법은 눈에 띄게 보수적이어서 군주제 원칙을 존중하고 모든 회원국의 "위험한 움직임"에 대해 연방이 개입할 수 있는 권리를 부여했다.
독일 연방 헌법은 1866년 프로이센-오스트리아 전쟁에서 프로이센이 승리하고 북독일 연방이 창설된 후 연방이 해체되면서 효력이 상실되었다.